# Arantza Campos Rubio
Arantza Campos Rubio (castellà: María Aránzazu Campos Rubio)  (Sant Sebastià, 27 de gener de 1960) és una professora universitària i feminista basca experta en teoria feminista del dret (iusfeminisme).

## Trajectòria

### Acadèmica
Llicenciada en Filosofia per la Universitat del País Basc al 1988. S'hi doctorà al 1993. Professora titular bilingüe de Teoria i filosofia del dret de la Universitat del País Basc des del 1990. Codirectora del Màster en igualtat de dones i homes de la UPV-EHU des de 2001. Codirectora del Curs de doctorat del Departament de Dret Constitucional, Administratiu i Filosofia del dret de la UPV-EHU “Societat democràtica, estat i dret” des de 1999. Directora (i col·laboradora) del curs complementari de la UPV-EHU Hezkidetzan esku-hartzen.
Professora del Màster d'Estudis feministes i de gènere de la UPV-EHU, en què és responsable del Mòdul de Teoria feminista del dret i en el Màster universitari en igualtat i gènere en l'àmbit públic i privat de la Universitat Jaume I de Castelló. També és professora d'algunes universitats llatinoamericanes.
Els seus temes de recerca principals són sobre violència de gènere, participació i representació política de les dones, formació d'agents d'igualtat, moviment feminista, interpretació i aplicació del dret des de la perspectiva de gènere.
Fou secretària acadèmica del Departament de Filosofia dels valors i antropologia social. També fou vicedegana de la Facultat de Dret de la UPV-EHU, i presidenta de la Comissió d'Igualtat de la Facultat de Dret de la UPV-EHU.

### Activista
Pertany a la Xarxa Feminista de Dret Constitucional i fou promotora del Manifest per la inclusió dels estudis feministes, de dones i de gènere a la universitat. Presidenta de la Xarxa Llatinoamericana de Teoria Feminista del dret. Pertany a la junta directiva de l'Associació GENET, Xarxa d'Estudis de Gènere, i a la junta directiva de la Plataforma Universitària Feminista.
Ha estat cap de llista de la candidatura de la plataforma i partit polític feminista Plazandreok a les Juntes Generals de Guipúscoa i sempre ha figurat en la llista de la candidatura municipal. Vicepresidenta, com a representant de Plazandreok, del Consell d'Igualtat de l'Ajuntament de Donostia-Sant Sebastià.
Participa en la plataforma Feminista d'Euskal Herria per al Dret a l'Avortament.

## Obres
- Charles Fourier: pasión y utopía, de la atracción pasional a la política sexual. Leioa: Universidad del País Vasco, 1995.[10]
- "Iusfeminismo en Mujeres y Derecho, pasado y presente" I Congreso multidisciplinar de Centro-Sección de Bizkaia de la Facultad de Derecho / coord. por Jasone Astola Madariaga, 2008, 978-84-9860-157-2, pàgs. 167-226.
- "Conflictos de las mujeres lesbianas en el franquismo", en Voces de mujeres en la diversidad sexual, 2008, 978-84-691-7196-7, pàgs. 15-41.
- "La igualdad de mujeres y hombres: 30 años de Parlamento vasco. La Ley 4/2005, de 18 de febrero, para la igualdad de mujeres y hombres". Corts: Anuario de derecho parlamentario, 1136-3339, Nº. 23, 2010, pàgs. 19-45.
- "De la cosa privada a la casa pública". Revista Vasca de Administración Pública. Herri-Arduralaritzako Euskal Aldizkaria, 0211-9560, Nº 99-100, 2014, pàgs. 745-763.
- El derecho a la participación política de las mujeres: resultados de la aplicación de la Ley de Igualdad en las elecciones a las Cortes Generales (2004-2008-2011) en Cantabria, Comunidad Foral de Navarra y Comunidad Autónoma del País Vasco / coord. por Asunción Ventura Franch, Lucía Romaní Sancho, 2014.[11]